# Cremonini (entreprise)
Pour les articles homonymes, voir Cremonini.
Le groupe Cremonini est une importante multinationale alimentaire italienne diversifiée, fondée en 1963 par Luigi Cremonini (it) à Castelvetro dans la Province de Modène.
La société a été cotée à la Bourse de Milan de 1998 à 2008, date à laquelle elle a été radiée en raison de sa transformation de société industrielle en holding financière et à la suite de la cotation de ses sociétés filiales opérationnelles MARR et de la joint-venture avec JBS SA.

## Histoire
Luigi Cremonini est né à Savignano sul Panaro. Fils de petits agriculteurs, il obtient un diplôme d'expert agricole à l'université de Modène. À seulement 19 ans, il achète une petite ferme porcine puis se tourne vers le secteur bovin et travaille pour un groupe coopératif, comme on trouve très souvent dans la région Émilie-Romagne. En 1963, avec son frère Giuseppe, il ouvre une petite boucherie qui, trois ans plus tard, se spécialise dans l'abattage et la production de viande bovine sous le nom d'Italca SpA.
Durant les années 1970, l'entreprise se développe dans le secteur de la charcuterie et, dans les années 1980, dans la restauration en rachetant la chaîne de restauration rapide Burghy (it) puis en la revendant au géant McDonald's au milieu des années 1990 en échange de la concession pour la fourniture exclusive de la viande de bœuf à tous les établissements de restauration rapide du groupe américain en Italie et dans une grande partie de l'Europe. L'entreprise ouvre alors ses premiers restaurants et bars dans les gares et rachète la société MARR de Rimini spécialisée dans la distribution de produits alimentaires aux restaurants. En 1991, elle rachète la société Montana, une très ancienne entreprise spécialisée dans les conserves de viande.
En 2001, avec son fils Vincenzo, détenteur d'un master en « business administration » de l'Université de Boston, devenu administrateur délégué (Directeur général) du groupe, ils fondent la chaîne de restauration rapide Roadhouse Grill. La société Inalca SpA, dans laquelle la Cassa Depositi e Prestiti possède 28% du capital la diversification a également commencé dans les filiales étrangères, en Espagne, en Russie et dans différents pays africains, de l'Algérie au Congo, du Mozambique à la Côte d'Ivoire. Par la suite, des usines sont ouvertes en Pologne et à Toronto, au Canada, en joint-venture avec Joe Vitale, une plateforme au Kazakhstan et deux sociétés, Fresco Gourmet et Itons, sont rachetées en Australie.
En 2013, le groupe Cremonini fête ses 50 ans. Son chiffre d'affaires atteint 3,5 milliards d'euros et ses effectifs dépassent les 12 500 salariés. L'entreprise occupe la troisième place en Italie dans le secteur alimentaire et une position de leader en Europe dans le secteur de la viande bovine.
En janvier 2016, le groupe rachète la marque historique italienne de conserves de viande Manzotin, concurrent direct de Montana Meat, auprès de la Générale Conserve, une société opérant sur le marché des conserves de viande et de thon.

## Le groupe - ses activités
Le groupe Cremonini est diversifié dans le secteur alimentaire et couvre 3 secteurs d'activité distincts :
- Production et vente de viande de bœuf et de produits à base de viande de bœuf, à travers ses filiales Inalca, Montana, Italia Alimentari, Manzotin, Salumi d'Emilia et Ibis, 27 plateformes de distribution et 3 usines de production à l'étranger. Ce secteur d'activité a représenté 53% du chiffre d'affaires total du groupe en 2022. INALCA SpA, société holding tête de file du secteur, produit et commercialise dans toute l'Europe une gamme complète de produits à base de viande bovine, depuis l'élevage jusqu'au produit fini à travers ses 52 filiales dont 29 à l'étranger. La société fabrique des conserves de viande et des produits dérivés à base de viande. Elle est présente en Italie avec 9 usines spécialisées : abattage, désossage, transformation, conditionnement et distribution de viande. Elle est également présente à l'étranger avec des plateformes logistiques de distribution. Italia Alimentari produit de la charcuterie : jambon, saucisson, mortadelle, bresaola (viande séchée semblable à la viande des grisons), sandwichs et produits de snacking,
- Catering - la filiale holding tête de file MARR, société cotée à la bourse de Milan dans l'indice du segment STAR (it) (segment des titres à hautes exigences ), comprend 5 filiales en Italie et 1 en Espagne. Le groupe dispose de 34 centres de distribution dans toute l'Italie. Ce secteur d'activité contribue à hauteur de 36% au chiffre d'affaires consolidé du Groupe Cremonini. La société Inalca Food & Beverage a été fondée en 2013, entreprise spécialisée dans la vente et la distribution internationale de produits alimentaires typiques Made in Italy. Elle dispose de 25 plateformes logistiques de distribution dans 9 pays et compte plus de 3 500 fournisseurs.
- Restauration commerciale et ferroviaire à travers la société chef de file Chef Express et ses filiales Roadhouse Grill, Moto SpA  (qui opère avec les marques Mokà, Mr. Panino, Gourmè, Gusto Ristorante, Juice Bar, Pomodoro & Mozzarella et Bagel Factory, et sous licence avec McDonald's et RossoSapore) et la marque Cremonini Restauration, en France. Le secteur de la restauration représente aujourd'hui 12,4% du chiffre d'affaires du Groupe. À ce jour, les services de restauration de Cremonini desservent plus de 200 trains dans 5 pays européens, 69 gares ferroviaires, 51 aires d'autoroutes, 10 aéroports, 6 hôpitaux et 172 établissements sous l'enseigne Roadhouse Grill. C'est également le premier opérateur européen de restauration sur trains à grande vitesse avec une présence dans 8 pays européens (TGV en France, AVE en Espagne, Thalys en Belgique, Allemagne et Hollande, Cisalpino en Suisse, Eurostar en Grande-Bretagne).

Le groupe intervient également dans la transformation de la viande bovine ainsi que de tous produits à base de viande, dans le domaine des salaisons et de la distribution de produits alimentaires frais, surgelés et en conserve.
En Italie, comme dans un certain nombre de pays d'Europe, le groupe s'est assuré la concession du service de restauration à bord des trains grandes lignes et grande vitesse, les rames ETR Trenitalia et comme en France sur les TGV de mars 2009 jusqu'en novembre 2013, depuis 2002 à bord et à quai pour le train Thalys avec sa filiale Railrest SA, ou encore à bord du train Eurostar avec sa filiale Momentum Service ltd, ainsi que sur les convois Artesia. C'est un opérateur majeure en Europe dans ce domaine. Le groupe est également présent dans 32 gares italiennes et étrangères à travers son réseau de restauration fixe et plus récemment en distribution automatique[réf. nécessaire].
Le groupe Cremonini a possédé jusqu'en 1986, la chaîne de restauration rapide Burghy ; elle sera vendue au groupe McDonald's en échange de l'exclusivité de la fourniture de la viande de bœuf aux restaurants du groupe américain.
Le groupe possède également la société Interjet S.r.l qui est une entreprise aérienne privée de transport « aerotaxi » dont le siège est situé à Bologne.

## Actionnaires
- Ci Erre LUX SA : 26,84 %
- Cremofin Srl : 23,97 %
- Cremonini Luigi : 6,51 %
- Actions propres : 9,25 %

Les sociétés "Ci Erre SA" et "Cremofin Srl" sont des holdings financières appartenant à la famille Cremonini.
La société Cremonini a été cotée à la Bourse de Milan de 1998 à 2008, avant d'être radiée en raison de sa transformation de société industrielle en holding financière et à la cotation de ses sociétés filiales opérationnelles MARR.

## Opérations industrielles 2022
- rachat par la société INALCA de 50% de la société polonaise "Agro-Invest Sp. zo.o.", pour 3,73 M €uros. L'entreprise élève et commercialise des bovins destinés à alimenter le nouvel abattoir mis en service début 2023,
- rachat par la société "Agricola Corticella" (filiale d'INALCA) d'une participation complémentaire pour atteindre 55% de la société "Torre Soc. Agr. Cons. a.r.l." pour un montant de 5,85 M €uros, important centre agro-zootechnique d'Isola della Scala (Province de Vérone), fournisseur exclusif de bovins et 1 000 hectares de terres agricoles sur les communes de Vigasio et Trevenzuolo, (5 août 2022),
- rachat par la filiale "INALCA Food & Beverage Srl" du solde du capital de sa filale "Bright View Trading Hong Kong Ltd." pour 1,46 M €uros,
- rachat par la filiale "Fresco Gourmet Pty Ltd." de la société "Host Inns Pty Ltd" pour 0,74 M €uros,
- rachat par "INALCA" de 30% de la société "Biorg Srl", (70% au Groupe Hera), via le transfert des activités de compostage situées sur la commune de Nonantola appartenant à la filiale "Sara Srl" pour une valeur de 3 millions d'€uros,
- rachat par MARR de la société "Frigor Carni Srl", distribution de produits alimentaires, pour un montant de 6,63 M €uros,
- rachat par Chef Express d'une participation minoritaire dans la société "Wearena Entertainment SpA",
- agrandissement de 3 usines du groupe INALCA dont l'atelier d'équarrissage et l'équipement en silos complémentaires pour le stockage des farines alimentaires de l'usine de Castelvetro, la construction d'une centrale de tri-génération et d'une unité de panneaux photovoltaïques de dernière génération, le doublement des ateliers de stockage et de transformation du cuir du site de Pegognaga, la construction d'une nouvelle unité de cogénération et l'agrandissement du site de Rieti,
- nouvelle usine d'abattage et de désossage à Sochocin en Pologne dont l'activité a débuté début 2023,
- augmentation du nombre de lignes de production et de tranchage de charcuterie dans tous les sites de la filiale Italia Alimentari,
- installation de systèmes destinés à la valorisation des déchets à travers la production de produits à haute valeur ajoutée de la filiale Castelfrigo LV Srl,
- acquisition de nouvelles écuries et de nouveaux terrains par la filiale Società Agricola Corticella S.r.l.,
- renouvellement des lignes de production automatisées dans les établissements de Piacenza et Castelnuovo Rangone de la filiale Fiorani & C. S.p.A.,
- rachat des 30,19% du capital encore détenu par des tiers de la société filiale Bright View Trading Hong Kong Ltd. et création d'une nouvelle plateforme pour le stockage automatisé des produits fabriqués et commercialisés par cette filiale asiatique.
- la filiale espagnole "COMIT S.L." a racheté les actions encore détenues par 2 actionnaires minoritaires. La participation du groupe Cremonini passe de 60 à 75 %. COMIT S.L. a également racheté la participation détenue par un actionnaire minoritaire dans la filiale "Tecali", augmentant ainsi sa participation à 68,32 %,
- le 12 juillet, la société "Sara S.r.l." a remporté le marché pour assurer le compostage de la commune de Nonantola par "Biorg S.r.l." société détenue à 30% avec le groupe Hera 70% et y produire du biométhane.

### Répartition du chiffre d'affaires par secteur d'activité
| Secteur activité | Soc. Holding           | 2022     | 2021     | Evolution (%) |
| ---------------- | ---------------------- | -------- | -------- | ------------- |
| Production       | INALCA                 | 2 650,4  | 2 256,4  | + 17,46 %     |
| Distriburtion    | MARR                   | 1 843,7  | 1 415,4  | + 30,26 %     |
| Restauration     | Chef Express           | 636,14   | 403,19   | + 57,77 %     |
| Divers           | Staff Service Interjet | 2 221,0  | 2 023,0  | + 9,79 %      |
| Total            | Total                  | 5 132,40 | 4 077,06 | + 25,88 %     |

(Millions €uros)

### Répartition du chiffre d'affaires par secteur d'activité et zone géographique
| Pays             | Production - ( % ) | Production - ( % ) | Production - ( % ) | Production - ( % ) | Distribution - ( % ) | Distribution - ( % ) | Distribution - ( % ) | Distribution - ( % ) | Restauration - ( % ) | Restauration - ( % ) | Restauration - ( % ) | Restauration - ( % ) | Divers - ( % ) | Divers - ( % ) | Divers - ( % ) | Divers - ( % ) | Total - ( % ) | Total - ( % ) | Total - ( % ) | Total - ( % ) |
| Pays             | 2022               | 2022               | 2021               | 2021               | 2022                 | 2022                 | 2021                 | 2021                 | 2022                 | 2022                 | 2021                 | 2021                 | 2022           | 2022           | 2021           | 2021           | 2022          | 2022          | 2021          | 2021          |
| Italie           | 1 566,6            | 59,9               | 1 415,0            | 63,2               | 1 705,7              | 95,1                 | 1 292,4              | 93,6                 | 538,0                | 85,9                 | 324,0                | 89,6                 | 1 924,0        | 100            | 1 515,0        | 100            | 3 812,15      | 75,6          | 3 032,83      | 76,2          |
| Union Européenne | 396,6              | 15,1               | 274,4              | 12,3               | 56,9                 | 3,2                  | 55,3                 | 4,0                  | 81,3                 | 13,0                 | 9,3                  | 2,6                  |                |                |                |                | 534,7         | 10,6          | 339,2         | 8,5           |
| Reste du monde   | 655,9              | 25,0               | 547,9              | 24,5               | 30,7                 | 1,7                  | 33,2                 | 2,4                  | 7,1                  | 1,1                  | 28,2                 | 7,8                  |                |                |                |                | 693,6         | 13,8          | 609,2         | 15,3          |
| Total            | 2 619,1            | 100                | 2 237,1            | 100                | 1 793,2              | 100                  | 1 380,9              | 100                  | 626,3                | 100                  | 361,5                | 100                  | 1 924,0        | 100            | 1 748,0        | 100            | 5 040,5       | 100           | 3 981,3       | 100           |

(Millions €uros)